# 寿张县
寿张县，中国东汉到1964年在今山东省、河南省设立的一个县。

## 历史
东汉改寿良县置，東漢光武帝劉秀叔父名良，爲避其諱，故改縣名爲壽張。在今山东省东平县西南，属东平国。初平三年（192年），曹操击黄巾于寿张东，即此。南朝宋改名寿昌，北魏复名寿张。隋朝时，属济北郡。
唐朝初年，移治今梁山县西北，属郓州。金朝大定七年（1167年），河水坏城，迁于今阳谷县西南竹口，十九年复还旧治，属东平府。元属东平路。
明朝洪武十四年（1381年）再移治王陵店，即今阳谷县东南寿张镇，属兖州府，清朝沿袭不改。雍正八年（1730年）到十三年（1735年）一度属东平州。
1912年—1937年属山东省东临道；1937年—1945年，属山东省第六行政督察专员公署；1945年，中共将寿张划属冀鲁豫边区第八专署。1949年9月改属平原省聊城专区；1952年属山东省聊城专区。
1958年12月，阳谷县并入寿张县；1961年7月，从寿张县中析出原阳谷县境域恢复阳谷县建制。1964年11月寿张县建制撤销，金堤以南地区划归河南省（现在的台前县），金堤以北地区划归山东省阳谷县（现在的寿张镇）。